# Luc Tanguay
Pour les articles homonymes, voir Tanguay.

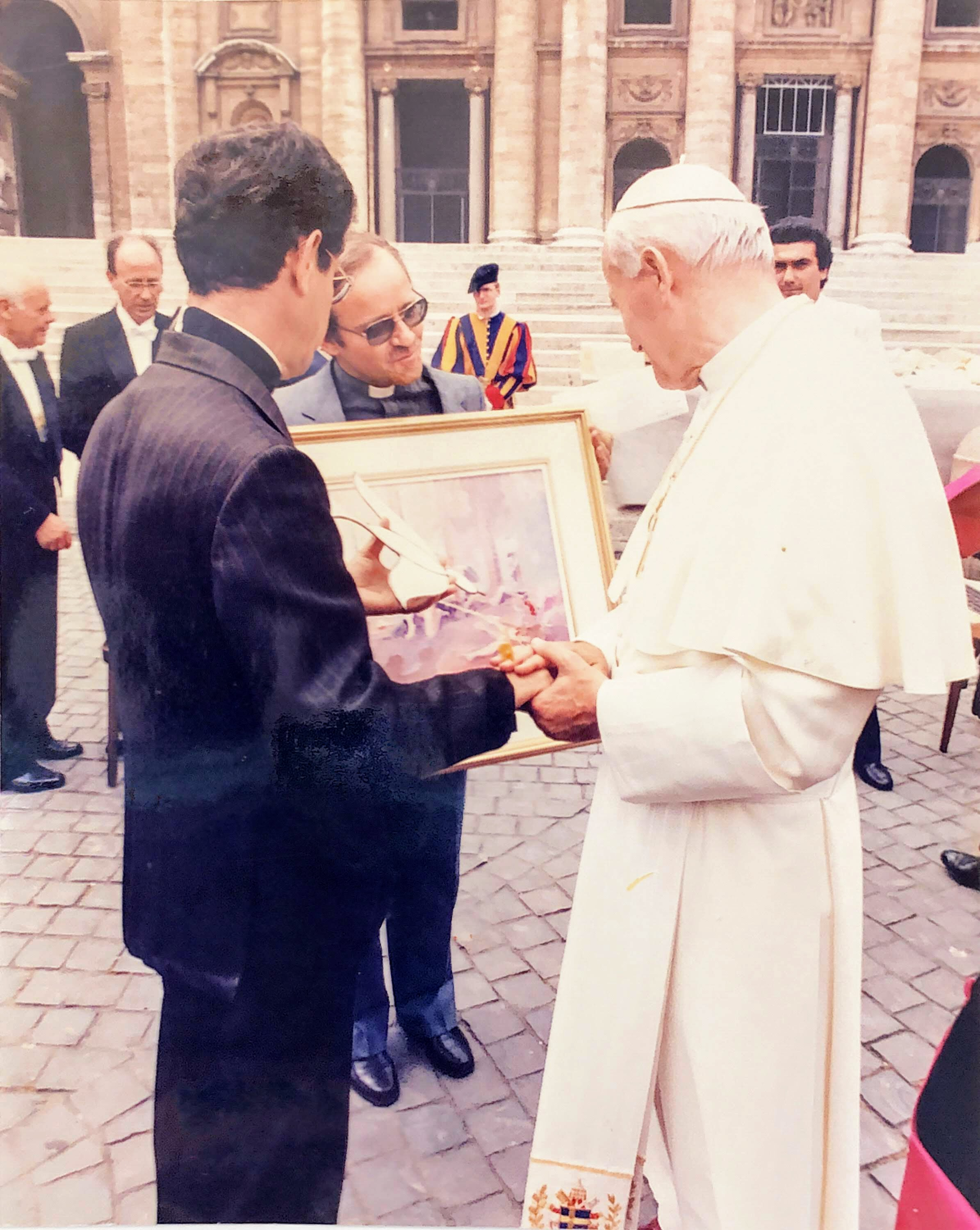
Remise de la toile de Luc Tanguay au Pape Jean-Paul II

Luc Tanguay, né à Greenlay au Québec (Canada) en 1947 et mort le 5 octobre 2008 à Sherbrooke, est un peintre et poète canadien.
Reconnu pour ses peintures religieuses et ses paysages d'hiver, il a peint des toiles dites impressionnistes utilisant des techniques telles que le pointillisme et le cubisme. Sa technique a fait l'objet de nombreux reportages radiophoniques et télévisés[réf. nécessaire]. 

## Biographie

### Jeunesse
Dès l'âge de 10 ans, il commence à peindre[réf. nécessaire]. Très tôt, ses toiles suscitent l'étonnement[pourquoi ?][réf. nécessaire].

### Carrière

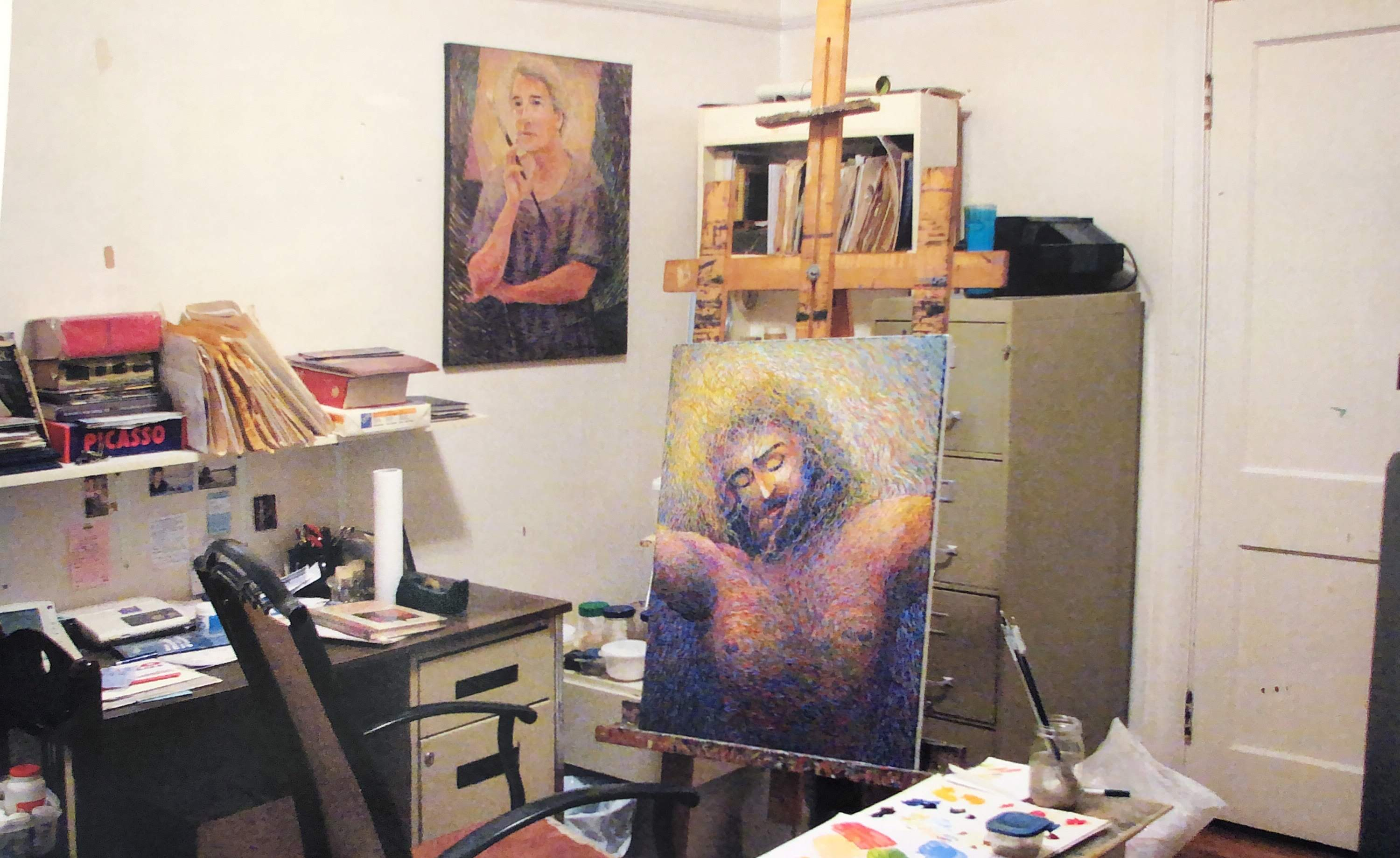
Atelier de Luc Tanguay - 2008

D'abord graphiste et concepteur graphique chez Bombardier, il gravit les échelons et devient designer industriel. Il participe au design de nombreux véhicules récréatifs de type Ski-Doo et motoneige[réf. nécessaire]. Il continue de peindre durant son emploi chez Bombardier. 
Le Musée Beaulne possède deux œuvres de Luc Tanguay.
Il fera entre autres une toile pour le Pape Jean-Paul II et pour Céline Dion.